# Manzanares (Gerichtsbezirk)
Der Gerichtsbezirk Manzanares ist einer der zehn Gerichtsbezirke in der Provinz Ciudad Real.
Der Bezirk umfasst 6 Gemeinden auf einer Fläche von 896,68 km² mit dem Hauptquartier in Manzanares.

## Gemeinden
| Gemeinde                  | Einwohner (2024) | Fläche km² | Dichte Einw./km² | Cod INE | Postleitzahl |
| ------------------------- | ---------------- | ---------- | ---------------- | ------- | ------------ |
| Llanos del Caudillo       | 657              | 20,45      | 32               | 13904   | 13220        |
| Manzanares                | 17.745           | 474,22     | 37               | 13053   | 13200        |
| Membrilla                 | 5.839            | 143,94     | 41               | 13054   | 13230        |
| San Carlos del Valle      | 1.071            | 57,88      | 19               | 13074   | 13247        |
| La Solana                 | 15.225           | 134,18     | 113              | 13079   | 13240        |
| Villarta de San Juan      | 2.698            | 66,01      | 41               | 13097   | 13210        |
| Gerichtsbezirk Manzanares | 43.235           | 896,68     | 48               | –       | –            |